# Tremarctos floridanus
L'orso delle caverne della Florida (Tremarctos floridanus Gidley, 1928) è una specie estinta di orso nordamericano vissuta nel Pleistocene, tra l'Irvingtoniano e il Blancano (da 4,75 a 1,8 milioni di anni fa). I resti fossili nelle aree occidentali scompaiono nel corso del Rancholabreano (tra 250.000 e 11,000 anni fa).

## Distribuzione
T. floridanus era largamente diffuso a sud della zona della cappa di ghiaccio continentale, lungo la Costa del Golfo e in Florida, spingendosi a nord fino al Tennessee, e in tutti gli Stati Uniti meridionali, fino alla California.
Fossili di T. floridanus sono stati trovati in due siti del Belize.

## Tassonomia
Originariamente Gidley nel 1928 denominò questo animale Arctodus floridanus. Fu successivamente ridenominato Tremarctos floridanus da Kurten (1963), Lundelius (1972) e Kurten e Anderson (1980).
La specie tipo è stata trovata in un campo da golf del Melbourne Bone Bed a Melbourne, in Florida.

## Descrizione
Il suo parente vivente più stretto è l'orso dagli occhiali del Sudamerica; entrambi sono classificati nella vasta famiglia degli orsi dalla faccia corta, i Tremarctini. Si estinse alla fine dell'ultima era glaciale (10.000 anni fa), a causa di una combinazione di cambiamenti climatici e della caccia da parte dei Paleo-Indiani, arrivati da poco sul continente.